# Max-Philippe Delavouët
Max-Philippe Delavouët, ou Mas-Felipe Delavouët en provençal, né à Marseille le 22 février 1920, et mort le 18 décembre 1990 à Salon-de-Provence, est un poète et écrivain français d’expression provençale et française.

## Biographie
Né à Marseille le 22 février 1920, orphelin très jeune, Max-Philippe Delavouët vient vivre auprès de sa grand-mère maternelle à Grans (Bouches-du-Rhône). Là se trouve le mas du Bayle-Vert, dans la Crau irriguée, au pied des Alpilles ; Delavouët en cultive les terres jusqu'à sa mort (18 décembre 1990). Engagé volontaire, il s’éloigne du Bayle-Vert de novembre 1938  à novembre 1941. À son retour il décide d’être paysan et d’écrire.
C’est au Bayle-Vert que, parallèlement à sa création littéraire, il entreprend un travail d’édition artisanale à faible tirage, sur beau papier, de ses œuvres et de celles de ses amis, ces dernières illustrées par ses soins. Il crée un caractère typographique original appelé Touloubre, du nom de la rivière qui arrose Grans, caractère mis au point par Yves Rigoir.
Delavouët élabore en même temps une importante œuvre graphique : gravure sur bois et linos, gouaches, cartons de tapisserie, calligraphie…

## L'œuvre littéraire
L'œuvre littéraire de Max-Philippe Delavouët est pour l'essentiel, poétique, rédigée en provençal (graphie mistralienne) avec en regard une traduction française de l'auteur. Delavouët s'engage pour
la défense d'une littérature exigeante, par son activité éditoriale et au sein du Groupamen d'Estùdi Prouvençau (Groupement d'Études Provençales), fondé en 1952.
Après la parution de ses premiers poèmes dans les revues Fe, l’Armana prouvençau et Marsyas, Delavouët crée la collection des Livres du Bayle-Vert, inaugurée par Quatre cantico pèr l’age d’or (Quatre cantiques pour l’âge d’or, 1950) illustré de lithographies d'Auguste Chabaud.
Suit une intense activité créatrice et éditoriale avec la publication de grands poèmes parfois donnés au préalable à des revues : Istòri dóu rèi mort qu’anavo à la desciso (Histoire du roi mort qui descendait le fleuve, 1961) ; Camin de la crous (Chemin de la croix, 1966) ; Fablo de l’ome e de si soulèu (Fable de l’homme et de ses soleils, 1968).
Il édite et illustre également dans cette collection des poètes provençaux : Joseph d’Arbaud, Fernand Moutet, Jean-Calendal Vianès, Sully-André Peyre.
Delavouët  écrit et fait représenter plusieurs pièces de théâtre, dont Tistet-la-Roso o Lou quiéu dóu pastre sènt toujour la ferigoulo (Tistet-la-Rose, ou Le cul du berger sent toujours le thym), et un « ballet parlé », Lou cor d’Amour amourousi, d'après les enluminures du Livre du Cœur d’Amour épris  du roi René d’Anjou.
Il rédige également le scénario du film La marche des Rois, réalisé par Yves Rigoir avec les décors de Paul Coupille, et diffusé par la TV romande.
C'est en 1971 que paraissent, chez José Corti, les deux premiers tomes de son œuvre majeure : Pouèmo , dans lesquels huit pièces inédites s’ajoutent à trois déjà parues. En 1977, toujours chez Corti, paraît la  Balado d’aquéu que fasié Rouland (Ballade de celui qui faisait Roland) qui occupe à elle seule le troisième tome de Pouèmo, tandis que les deux derniers tomes seront publiés par le Centre de Recherches et d'Études Méridionales (CREM, Saint-Rémy-de-Provence) : le quatrième en 1988 ; le cinquième, le Cant de la tèsto pleno d’abiho (Chant de la tête pleine d’abeilles), achevé en 1985, paraîtra après la mort du poète, en 1991.
Delavouët reçoit pour son œuvre divers prix : prix Frédéric-Mistral en 1951, prix de l’Académie rhodanienne en 1961 et grand prix littéraire de Provence en 1973.
Jean-Daniel Pollet consacre à Delavouët, en 1989-1990, un film pour l’émission Océaniques  sur FR3 : L’arbre et le soleil : Mas-Felipe Delavouët et son pays, diffusé à la télévision après la mort du poète, en 1991.

## Publications
On trouvera la bibliographie exhaustive du poète dans les fascicules de Claude Mauron, 1992 et 2001 (voir Sources).

### Poésie
- Quatre cantico pèr l’age d’or (Quatre cantiques pour l’âge d’or) réunissant Cantico dóu bóumian que fuguè torero (Cantique du gitan qui fut torero) ; Cantico de l'ome davans soun fiò (Cantique de l’homme devant son feu) ; Cantico pèr lou blad (Cantique pour le Blé) ; Cantico pèr nosto amo roumano (Cantique pour notre âme romane), lithographies d’Auguste Chabaud, Bayle-Vert, 1950.
- Uno pichoto Tapissarié de la Mar (Une petite Tapisserie de la Mer), bois gravés d’Henri Pertus, Bayle-Vert, 1951.
- Pouèmo pèr Evo (Poème pour Eve), bois gravés de Jean-Pierre Guillermet, Bayle-Vert, 1952.
- Istòri dóu Rèi mort qu’anavo à la desciso (Histoire du Roi mort qui descendait le fleuve), Bayle-Vert, 1961.
- Amour di Quatre Sesoun (Amour des Quatre Saisons), Bayle-Vert, 1964.
- Camin de la Crous (Chemin de la Croix), Bayle-Vert, 1966.
- Fablo de l’Ome e de si soulèu (Fable de l’Homme et de ses Soleils), Bayle-Vert, 1968.
- Pouèmo :
  - Pouèmo I  : Pouèmo pèr Evo (Poème pour Eve) ; Courtege de la Bello Sesoun (Cortège de la Belle Saison) ; Blasoun de la Dono d’Estiéu (Blason de la Dame d’Eté ) ; Cansoun de la mai auto Tourre (Chanson de la plus haute Tour) ; Ço que Tristan se disié sus la mar (Ce que Tristan se disait sur la mer), Ed. José Corti, 1971.
  - Pouèmo II : Danso de la pauro Ensouleiado (Danse de la Pauvre Ensoleillée) ; Camin de la Crous (Chemin de la Croix) ; Pèiro escricho de la Roso (Pierre écrite de la Rose) ; Istòri dóu Rèi mort qu’anavo à la desciso (Histoire du Roi mort qui descendait le fleuve) ; Lou Pichot Zoudiaque ilustra (Le petit Zodiaque illustré) ; Lusernàri dóu Cor flecha (Lucernaire du Cœur fléché ), Ed. José Corti, 1971.
  - Pouèmo III  : Balado d’aquéu que fasié Rouland (Ballade de celui qui faisait Roland), Ed. José Corti, 1977.
  - Pouèmo IV : Inferto à la Rèino di mar (Offrande à la Reine des mers) ; Ouresoun de l’Ome de vèire (Oraison de l’Homme de verre) ; Dicho de l’Aubre entre fueio e racino (Dire de l’Arbre entre feuilles et racines), CREM, Saint-Rémy-de-Provence, 1983.
  - Pouèmo V : Cant de la tèsto pleno d’abiho (Chant de la tête pleine d’abeilles), CREM, Saint-Rémy-de-Provence, 1991.
- Cansoun de l'amour dificile (Chanson de l'amour difficile), Bayle-Vert, 1993.
- Cansoun de la Printaniero (Chanson de la Printanière), illustrations de Charles-François Philippe, Bayle-Vert, Grans, 2005.
- L’ Endormie (L’ Endourmido), dans Anthologie de la poésie française du XXe siècle, vol. 2, Gallimard (Poésie), 2000.
- Lou Camin de la Crous di Gardian (Le Chemin de la Croix des Gardians), Ed. L’Aucèu libre, 2009, introduction et notes de Claude Mauron.

### Poésie, rééditions
- Cantico pèr nosto amo roumano (Cantique pour notre âme romane), C.R.D.P., 1979.
- Cantico dóu bóumian que fuguè torero (Cantique du gitan qui fut torero), CREM, Saint-Rémy-de-Provence, 1990.
- Fablo de l’ome e de si soulèu (Fable de l’homme et de ses soleils), CREM, Saint-Rémy-de-Provence, 1996.
- Cantico pèr lou blad (Cantique pour le blé) et Cantico de l’ome davans soun fiò (Cantique de l’homme devant son feu), CREM, Saint-Rémy-de-Provence, 2001.
- Pouèmo pèr Evo (Poème pour Eve), Centre Mas-Felipe Delavouët, Grans, 2010.
- Courtege de la bello sesoun (Cortège de la belle saison), C.M.-F.D., Grans, 2012.
- Istòri dóu rèi mort qu’anavo à la desciso (Histoire du roi mort qui descendait le fleuve), C.M.-F.D., Grans, 2013.
- Cansoun de la mai auto tourre (Chanson de la plus haute tour), C.M.-F.D., Grans, 2014.
- Lou pichot Zoudiaque ilustra (Le petit Zodiaque illustré), C.M.-F.D., Grans, 2015.
- Amour di Quatre Sesoun (Amour des Quatre Saisons), C.M.-F.D., 2015 [réédition en fac-similé réduit].
- Ço que Tristan se disié sus la mar (Ce que Tristan se disait sur la mer), C.M.-F.D., 2017.
- Blasoun de la Dono d’Estiéu (Blason de la Dame d’Eté), C.M-F.D., 2017.
- Danso de la pauro Ensouleiado (Danse de la pauvre Ensoleillée), C.M.-F.D., 2018.
- Camin de la Crous (Chemin de la Croix), C.M.-F.D., 2019.
- Lucernàri dòu Cor flecha (Lucernaire du Cœur fléché), C.M.-F.D., 2020.
- Pèiro escricho de la Rose (Pierre écrite de la Rose), C.M.-F.D., 2020.
- Lou Calendié d’Eleno (Le calendrier d’Hélène), C.M.-F.D., 2021.
- Blasoun de la Dono di Flour (Blason de la Dame des Fleurs), C.M.-F.D., 2022.
- Dicho de l'Aubre entre fueio e racino (Dire de l'Arbre entre feuilles et racines) C.M - FD., 2023.
- Dialogue emé li mort (Dialogue avec les morts), C.M - FD., 2024.
- L'ange foudroyé, C.M - FD., 2024.
- Quatre Cantico pèr l'Age d'Or, illustrés par Auguste Chabaud, A l'asard Bautezar !, 2025  (ISBN 9791094199275).

### Collection thématiqueBelugueto(Petite étincelle)
- Bergers et troupeaux, Centre Mas-Felipe Delavouët, Grans, 2018.
- Les Oiseaux, Centre Mas-Felipe Delavouët, Grans, 2019.
- Chevaux, Centre Mas-Felipe Delavouët, Grans, 2020.
- La Rose, Centre Mas-Felipe Delavouët, Grans, 2022.
- l'Arbre, Centre Mas-Felipe Delavouët, Grans, 2023.
- l'Abeille, Centre Mas-Felipe Delavouët, Grans, 2024.

### Autres œuvres poétiques
- Les arbres de Ben Lisa, photographies originales de René Ben Lisa, tirage sérigraphique d'Yves Rigoir, poèmes de Max-Philippe Delavouët, 1964 (13 exemplaires).
- Moisson, photographies originales d’Yves Rigoir accompagnées de poèmes de Max-Philippe Delavouët, Lambesc, 1967 (14 exemplaires).
- Sabo, photographies originales d’Yves Rigoir accompagnées de textes bilingues de Max-Philippe Delavouët, Lambesc, 1988 (14 exemplaires).
- Écritures, photographies originales de Martha Jordan, accompagnées de poèmes de Max-Philippe Delavouët, Genève, 1988 (30 exemplaires).
- L’Ange foudroyé, photographies originales  de Martha Jordan, accompagnées de poèmes de Max-Philippe Delavouët, Genève, 1990 (30 exemplaires).

### Théâtre
- Teatre (Théâtre ) réunissant Ercule e lou roussignòu (Hercule et le rossignol) ; Benounin e li capitàni (Bénounin et les capitaines) ; Lis escalié de Buous (L’escalier de Buoux), CREM, 2000.
- Lou Cor d’Amour amourousi (Cœur d’amour épris), C.M.-F.D., Grans, 2011.
- Tistet-la-Roso o lou quiéu dóu pastre sènt toujour la ferigoulo (Tistet-la-Rose ou le cul du berger sent toujours le thym), C.M.-F.D./CREM, Grans, 2016.

### Publications graphiques
- Les péchés capiteux, C.M.-F.D., Grans, 2020.
- Quadrichromies, C.M.-F.D., Grans, 2023.

### Préfaces
- Durance, photographies originales  d’Yves Rigoir, Lambesc, 1961.
- Objets sculptés par les Bergers de Provence, photographies originales  d’Yves Rigoir, Bayle-Vert, 1965.
- Les Ballades de François Villon, Louis Jou, 1974.
- La cuisine provençale de tradition populaire de René Jouveau, éd. du Message, Berne, [s. d.] avec des illustrations de Max-Philippe Delavouët.
- Patrimòni (Patrimoine), La Dicho dóu Vièi Granouien, (Le Dire du Vieux Gransois), C.R.D.P., Marseille, 1981.
- Auguste Chabaud : L’Homme et le Cadre, éd. Cercle d’Art, 1983
- La cuisine provençale de tradition populaire de René Jouveau, avec des illustrations de Max-Philippe Delavouët, A l'asard Bautezar !, 2024  (ISBN 9791094199237)

### Cinéma
- La Marche des rois, réalisation Yves Rigoir, scénario de Max-Philippe Delavouët, décors de Paul Coupille, Genève, TV romande, 1966.
- L'Arbre et le Soleil : Mas-Felipe Delavouët et son pays, film de Jean-Daniel Pollet, émission Océaniques, FR3, 1991.

## Pour approfondir

#### Notices
- Claude Mauron, Bibliographie de Mas-Felipe Delavouët, Centre de Recherches et d’Études Méridionales, 1992.
- Claude Mauron, Bibliographie de Mas-Felipe Delavouët : premier supplément, Centre de Recherches et d’Études Méridionales, 2001.
- Claude Mauron, La vie et l’œuvre de Max-Philippe Delavouët : notice bio-bibliographique, dans Polyphonies no 21-22, hiver 1996-1997, p. 49-52.
- Max-Philippe Delavouët, Conversations - Paraulo : entretiens publiés ou enregistrés de 1953 à 1990, A l’asard Bautezar !, 2020
- Sur le chemin d'Orphée : une vie d'écrivain (éd. Clément Serguier), A l'asard Bautezar, 2022  (ISBN 979-10-94199-03-9)

#### Articles de presse
Ils sont recensés exhaustivement jusqu’en 2000 dans la Bibliographie de Mas-Felipe Delavouët et son Supplément, Claude Mauron, C.R.E.M. (voir Sources) ; on retiendra en particulier ceux de Claude Mauron et Céline Magrini.

#### Articles parus après 2000
- Claude Mauron, "Initiation à la géographie poétique de Max-Philippe Delavouët", "La pensée de Midi", no 1, 2000/1, p. 74-79.
- Philippe Gardy, "Réémergences de l'épopée dans la littérature en occitan  de la deuxième moitié du XXe siècle", dans Les genres littéraires émergents, textes rassemblés et présentés par Jean-Marie Seillan, l'Harmattan, 2005 (p. 265-282).
- Céline Magrini, "Max-Philippe Delavouët et l’art roman en Provence", La France Latine no 147, 2008, p. 151-191.
- Philippe Gardy, "Terroir nouveau", p. 9-28 ; Jean-Yves Casanova, "Echos de la parole entre ciel et terre : Max Rouquette, Max-Philippe Delavouët", p. 31-47, dans Max Rouquette et le renouveau de la poésie occitane. La poésie d’oc dans le concert des écritures poétiques européennes (1930-1960), Ph. Gardy et M.-J. Verny coord., Études occitanes no 5, P.U.M., Montpellier, 2009.
- Céline Magrini, "Adam et son arbre chez trois écrivains de l’enracinement : André de Richaud, Charles-Ferdinand Ramuz et Max-Philippe Delavouët", La France Latine no 151, 2010, p. 117-192.
- Céline Magrini, "Une lecture du "Pouèmo pèr Evo", "Les Cahiers du Bayle-Vert" 1, 2010.
- Claude Mauron, "Courtege de la Bello Sesoun : de l'entrée traditionnelle à la conquête idéale", "Les Cahiers du Bayle-Vert" 3, 2012.
- Céline Magrini, "Cor d’Amour amourousi de Max-Philippe Delavouët, un ‘ballet parlé’ en provençal moderne, inspiré du Livre du Cœur d’Amour espris", p. 35-47, dans Les Arts et les Lettres en Provence au temps du roi René, de Chantal Connochie-Bourgne et Valérie Gontero-Lauze, P.U.P., 2013.
- Claude Mauron, "Les perspectives épiques dans l'"Istori dou Rèi mort qu'anavo à la desciso", "Les Cahiers du Bayle-Vert" 4, 2013.
- Renaud Robert, "De Virgile au "Roi mort", "Les Cahiers du Bayle-Vert" 4, 2013.
- René Moucadel, "Abécédaire du "Roi mort...", "Les Cahiers du Bayle-Vert" 4, 2013.
- Claude Mauron, "Autour de la Tour", "Les Cahiers du Bayle-Vert" 5, 2014.
- Jacqueline Raspail, "Chanson de la plus haute tour", "Les Cahiers du Bayle-Vert" 5, 2014.
- René Moucadel, "Laisser les hommes...", "Les Cahiers du Bayle-Vert" 5, 2014.
- Claude Mauron, "Amour di 4 Sesoun : la floutanto cansoun", "Les Cahiers du Bayle-Vert" 6, 2015.
- René Moucadel, "Ce qu'il y a de doux dans le temps qui nous meurtrit...", "Les Cahiers du Bayle-Vert" 6, 2015.
- René Moucadel, "Delavouët et le théâtre", "Les Cahiers du Bayle-Vert" 7, 2016.
- Claude Mauron, "Tistet-La-Roso, d'une version à l'autre : le devenir des chansons", "Les Cahiers du Bayle-Vert" 7, 2016.
- Philippe Gardy, "La Ròsa e la Pèira" sur "Tistet-la-Roso o lou quiéu dóu pastre sènt toujour la ferigoulo", Revue Oc no 119, 2016, p. 63-65.
- Claude Mauron, "Du côté de chez Tristan", "Les Cahiers du Bayle-Vert" 8, 2017.
- Estelle Ceccarini, "Le prologue de ce que Tristan se disait sur la mer : une initiation au monde et à la poésie", "Les Cahiers du Bayle-Vert" 8, 2017.
- Denise Étienne, "Ce que Tristan se disait sur la mer : une lecture", "Les Cahiers du Bayle-Vert" 8, 2017.
- Maryse Wehrung, "Co que Tristan se disié sus la mar ; études de quelques images en résonance dans les chants I, II et III du poème", "Les Cahiers du Bayle-Vert" 8, 2017.
- Jean-Yves Casanova, "Mas-Felipe Delavouët, désir de l'œuvre : de Pouèmo à Pouèmo", Université de Pau et des pays de l'Adour (PLH-ELH), 2018
- Estelle Ceccarini, "Les Livres du Bayle-Vert : l'activité éditoriale singulière de Mas-Felipe Delavouët", Aix-Marseille université (CAER), 2018
- Claude Mauron, "De quelques lieux phoniques dans "Blasoun de la Dono d'Estiéu", "Les Cahiers du Bayle-Vert" 9, 2018
- Estelle Ceccarini, "Telle une danse sous le soleil : équilibre et déséquilibre du désir : lectures croisées du "Blasoun de la Dono d'Estiéu" et de la "Danso de pauro Ensouliéïdo", "Les Cahiers du Bayle-Vert" 9, 2018
- René Moucadel, "La figure de la mère dans le "Chemin de la Croix" et autres textes, "Les Cahiers du Bayle-Vert" 10, 2019
- Denise Étienne, "De l'importance d'un l'article défini et de l'innommé", "Les Cahiers du Bayle-Vert" 10, 2019
- Maryse Wehrung, "Figures féminines dans le "Camin de la Crous", "Les Cahiers du Bayle-Vert" 10, 2019
- Giacomo Pavan, "La poétique de l'arbre", "Les Cahiers du Bayle-Vert" 10, 2019
- René Moucadel, "Des amis très proches : le cheval dans l'œuvre de Delavouët", "Les Cahiers du Bayle-Vert" 11, 2020
- Estelle Ceccarini, "Symbolique de l'ombre et de la lumière dans le "Lucernàri dóu cor flecha" de Max-Philippe Delavouët", "Les Cahiers du Bayle-Vert" 11, 2020
- Clément Serguier, "Sur le chemin d'Orphée", "Les Cahiers du Bayle-Vert" 12, 2021
- Jean-Yves Casanova, "Ce temps qui nous "enfrumino" : voix de la perte chez Mas-Felipe Delavouët", "Les Cahiers du Bayle-Vert" 12, 2021
- Céline Magrini, "De la Reverdie", "Les Cahiers du Bayle-Vert" 12, 2021
- René Moucadel, "Et l'homme s'amusait au grand jeu d'être deux...", "Les Cahiers du Bayle-Vert" 12, 2021

- André Ughetto, "L'œuvre de Max-Philippe Delavouët, dans notre héritage.", revue Phoenix no 39, 2023
- Karim de Broucker, "Max-Philippe Delavouët, poète nostalgique ?", revue Phoenix no 39, 2023

- Joë Bousquet / Max-Philippe Delavouët, Europe, no 1135-1136, novembre-décembre 2023 : textes de Jean-Yves Casanova, Max-Philippe Delavouët, Philippe Gardy, Céline Magrini, Claude Mauron, Estelle Ceccarini, Clément Serguier.

#### Ouvrages critiques
- Jean Thunin, La présence et le mythe, 1 : lecture de l’œuvre poétique de Mas-Felipe Delavouët : du Poème pour Ève au Lucernaire du cœur fléché', Salon-de-Provence, La Destinée, 1984.
- Jean Thunin, La présence et le mythe, 2 : lecture de l’œuvre poétique de Mas-Felipe Delavouët : de la Ballade de celui qui faisait Roland au Dire de l'arbre entre feuilles et racines', Salon-de-Provence, La Destinée, 1984.
- Pierre Boutang, Mas-Felipe Delavouët : L'Âge d'or et le Poème pour Eve dans la Source sacrée : les Abeilles de Delphes II, éd. du Rocher, 2003.
- Felip Gardy, Figuras dau poèta e dau poèma dins l’escritura occitana contemporeana : Marcela Delpastre, Mas-Felipe Delavouët, Bernat Manciet, Renat Nelli,  éd. Jorn, 2003.
- Monica Longobardi, Viaggio in Occitania : Joseph d'Arbaud, Max-Philippe Delavouët, Joan Ganhaire / prefazione di Fausta Garavini, Virtuosa-Mente, 2019.

#### Mémoires et thèses universitaires
- Jacky Leroy, L’œuvre poétique de Mas-Felipe Delavouët : une lecture écrite, Université Catholique de Louvain, 1971 (174 p. dact.).
- Maryse Wehrung, Mas-Felipe Delavouët, poète provençal : problème de thématique, sous la direction de Georges Straka, Université de Strasbourg, 1979 (108 p. dact.).
- Anna Piovani, Max-Philippe Delavouët, Istòri dóu Rèi mort qu’anavo à la desciso: poema epico del XX secolo, Ferrare, 2017, sous la direction de Monica Longobardi)
- Giacomo Pavan, I motivi della Passione di Cristo nella letteratura occitana : il Camin de la Crous di Mas-Felipe Delavouët, sous la direction de Monica Longobardi, Università degli Studi di Ferrara, 2018 (143 p.).

#### Revue
Depuis 2010 le Centre Mas-Felipe Delavouët publie dans les Cahiers du Bayle-Vert de nombreux articles et études ;  chaque numéro accompagne une œuvre éditée ou rééditée dans l’année par le Centre Mas-Felipe Delavouët :
- Cahiers du Bayle-Vert  1, 2010, Autour d'Eve.
- Cahiers du Bayle-Vert  2, 2011, Autour de Cœur d’Amour.
- Cahiers du Bayle-Vert  3, 2012, Autour du Cortège de la Belle Saison.
- Cahiers du Bayle-Vert  4, 2013, Autour de Histoire du Roi mort qui descendait le Fleuve.
- Cahiers du Bayle-Vert  5, 2014, Autour de Chanson de plus haute Tour.
- Cahiers du Bayle-Vert  6, 2015, Avec le temps...
- Cahiers du Bayle-Vert  7, 2016, Autour du théâtre...
- Cahiers du Bayle-Vert  8, 2017, Autour de Tristan...
- Cahiers du Bayle-Vert  9, 2018, Autour de la danse et de l'été...
- Cahiers du Bayle-Vert 10, 2019, Autour du Chemin de la Croix...
- Cahiers du Bayle-Vert 11, 2020, Autour du Lucernaire du Cœur fléché et 2020.
- Cahiers du Bayle-Vert 12, 2021, Journée d'étude I.
- Cahiers du Bayle-Vert 13, 2022, Journée d'étude II.
- Cahiers du Bayle-Vert 14, 2023, Quelques préfaces...
- Cahiers du Bayle-Vert 15, 2024, Autour de la vie et de la mort.